# Xanthoparmelia subochracea
Xanthoparmelia subochracea är en lavart som beskrevs av Hale. Xanthoparmelia subochracea ingår i släktet Xanthoparmelia och familjen Parmeliaceae.   Inga underarter finns listade i Catalogue of Life.